# ŻKS Makabi Białystok
ŻKS Makabi Białystok – żydowski klub sportowy z siedzibą w Białymstoku, rozwiązany wraz z wybuchem II wojny światowej.

## Piłka nożna
Klub powstał w 1934 roku w wyniku połączenia się dwóch najsilniejszych białostockich klubów piłkarskich ŻKS Białystok oraz Makabi Białystok. Fuzja miała na celu zwyciężenie w białostockiej klasie A i próbę wygrania eliminacji o Ligę. Żadna z drużyn białostockich w tym czasie nie była w stanie pokonać WKS-u Grodno. 
W roku 1939, wraz z wybuchem wojny klub rozwiązano.

## Sezony
| Poziomy rozgrywkowe | Poziomy rozgrywkowe | Poziomy rozgrywkowe | Poziomy rozgrywkowe | Poziomy rozgrywkowe | Sezony, opis | Sezony, opis   | Sezony, opis | Sezony, opis | Sezony, opis | Sezony, opis  | Sezony, opis                   | Sezony, opis | Sezony, opis     |
| I                   | II                  | III                 | IV                  | V                   | Sezon        | Liga           | Poz.         | Pkt.         | Bramki       | Z/R/P         | Uwagi                          | Nazwa        | ZPN              |
| ------------------- | ------------------- | ------------------- | ------------------- | ------------------- | ------------ | -------------- | ------------ | ------------ | ------------ | ------------- | ------------------------------ | ------------ | ---------------- |
| L                   | A                   | B                   |                     |                     | 1935         | Klasa A (gr.I) | 2            | 11           | 19-8         | 5/1/2         | [ 1 ]                          | ŻKS Makabi   | Białostocki OZPN |
| L                   | A                   | B                   |                     |                     | 1936         | Klasa A (gr.I) | 1 (3)        | 8 (0)        | 12-5 (0-18)  | 4/0/0 (0/0/4) |                                | ŻKS Makabi   | Białostocki OZPN |
| L                   | A                   | B                   |                     |                     | 1936/1937    | Klasa A        | 5            | 11*          | 28-28        | 5/1/7         | (*) Brak wyniku jednego meczu. | ŻKS Makabi   | Białostocki OZPN |
| L                   | A                   | B                   |                     |                     | 1937/1938    | Klasa A        | 3            | 14*          | 25-17        | 6/2/3         | (*) Brak wyniku jednego meczu. | ŻKS Makabi   | Białostocki OZPN |
| L                   | A                   | B                   |                     |                     | 1938/1939    | Klasa A        | 2            | 10*          | 21-15        | 4/2/3         | (*) Brak wyniku jednego meczu. | ŻKS Makabi   | Białostocki OZPN |